# Bataille des Aubiers (1799)
Pour les articles homonymes, voir Bataille des Aubiers.
Guerre de Vendée
La bataille des Aubiers se déroula lors de la troisième guerre de Vendée.

## La bataille

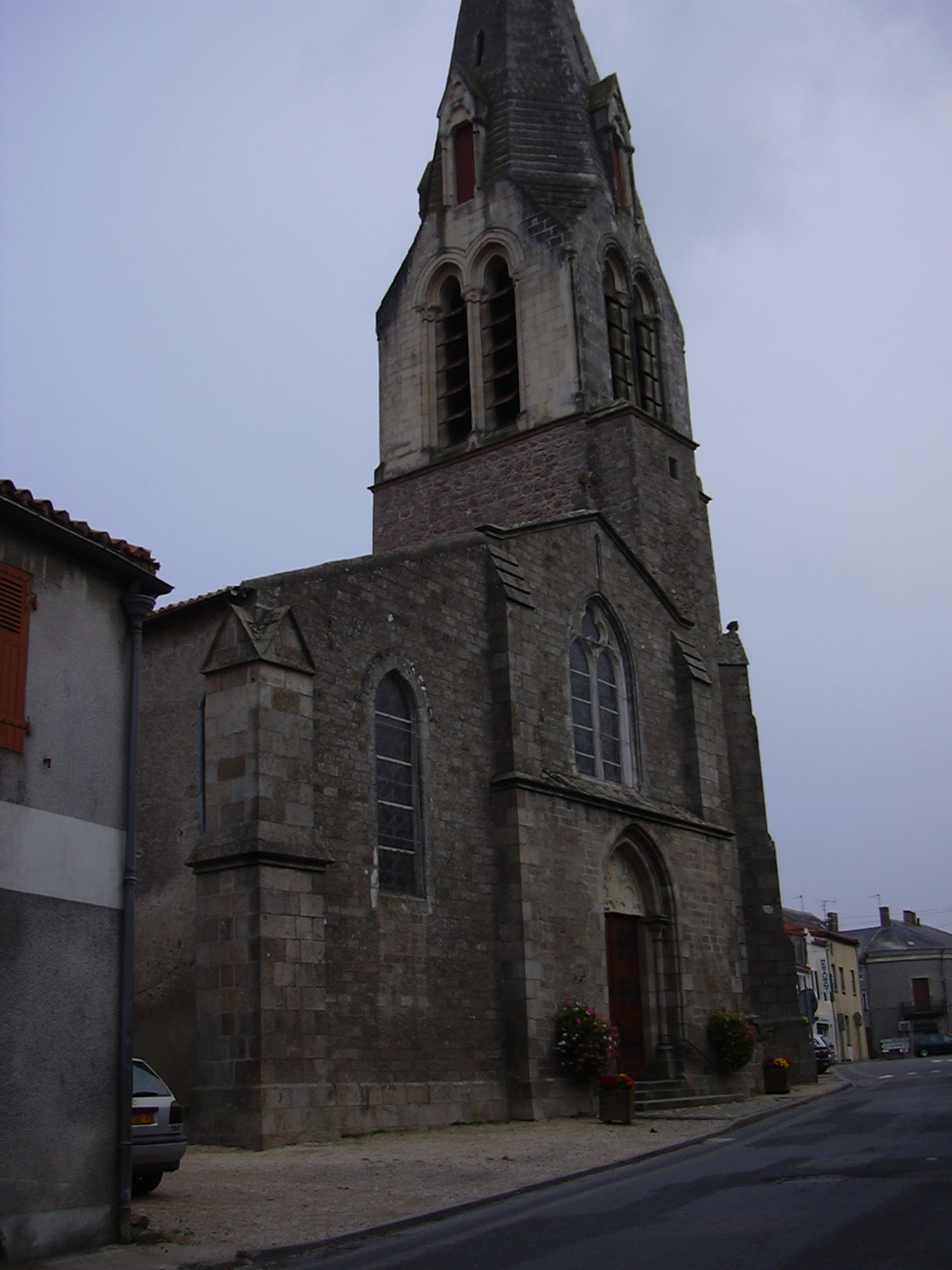
Vue de l'église Saint-Hilaire des Aubiers.

Début novembre 1799, le général vendéen Charles d'Autichamp, commandant de l'Armée d'Anjou, avait rassemblé toutes ses troupes, soit 6 000 à 8 000 hommes.
Le 2 novembre 1799, l'armée de d'Autichamp attaqua une compagnie d'une centaine d'hommes de la 70e demi-brigade commandée par le capitaine Lavigne. Les Républicains parvinrent néanmoins à s'échapper et se réfugièrent dans l'église des Aubiers.
Le lendemain, le général Simon Dufresse en poste à Bressuire apprit que la compagnie du capitaine Lavigne était assiégée aux Aubiers par plusieurs milliers de Vendéens. Dufresse rassembla alors 600 hommes et se porta à leur secours. Quelques heures plus tard, au pont de Nueil, les Républicains entrèrent en contact avec les forces vendéennes, soit 2 000 combattants dont 200 cavaliers qui gardaient le pont. La position fut enlevée à la baïonnette par les Républicains, quelques Vendéens se réfugièrent dans le cimetière de Nueil où ils furent tués jusqu'au dernier.
Le 4 novembre à l'aube, les Républicains entrèrent dans la commune des Aubiers. Dufresse, ayant reçu en renfort 100 soldats en provenance de Châtillon-sur-Sèvre, divisa sa troupe en 3 colonnes et lança l'attaque sur plusieurs points, tandis que depuis l'église, les hommes du capitaine Lavigne, à la vue des renforts, tentaient une sortie. Peu aguerris et mal équipés, les Vendéens paniquèrent et prirent la fuite. Les Républicains se lancèrent à leur poursuite et tuèrent un grand nombre de Vendéens avant que ces derniers ne parviennent à se réfugier dans les bois.
Les pertes étaient écrasantes, 500 Vendéens étaient morts contre 30 Républicains et 1 500 étaient blessés. L'Armée d'Anjou était mise hors combat et d'Autichamp renonça à poursuivre la lutte, le 18 janvier 1800, il signait la paix avec les Républicains.